# Ira (nome)
Ira  è un nome proprio di persona inglese e ebraico maschile.

## Origine e diffusione
Si tratta di un nome biblico, portato da diversi personaggi dell'Antico Testamento contemporanei di re Davide, tra cui uno dei suoi sacerdoti. Tra i cristiani anglofoni il nome cominciò ad essere usato a seguito della riforma protestante, e nel XVII secolo venne portato dai Puritani negli Stati Uniti, dove rimase piuttosto comune fino al XX secolo. In italiano invece il suo uso non prese mai piede, sia per la sua omonimia con il termine "ira" (ossia "rabbia", "furia"), sia per l'ambiguità dovuta alla sua terminazione in -a.
Il nome risale all'ebraico עִירָא (Ira), ma le fonti sono discordi sulla sua etimologia e quindi sul suo significato; secondo alcune interpretazioni, andrebbe ricondotto alla radice 'ur ("svegliarsi", "riscuotersi"), col significato di "guardingo", "attento", "vigile" (lo stesso di Gregorio). Altre ipotesi lo ricollegano a vocaboli ebraici col significato di "città", oppure di "puledro d'asino", o ancora al termine aramaico per "stallone".
Va notato che questo nome coincide con il nome femminile Ира (Ira), un ipocoristico di Ирина (Irina), la forma russa di Irene.

## Onomastico
Il nome è adespota, cioè non è portato da alcun santo, quindi l'onomastico ricade il 1º novembre, giorno di Ognissanti.

## Persone

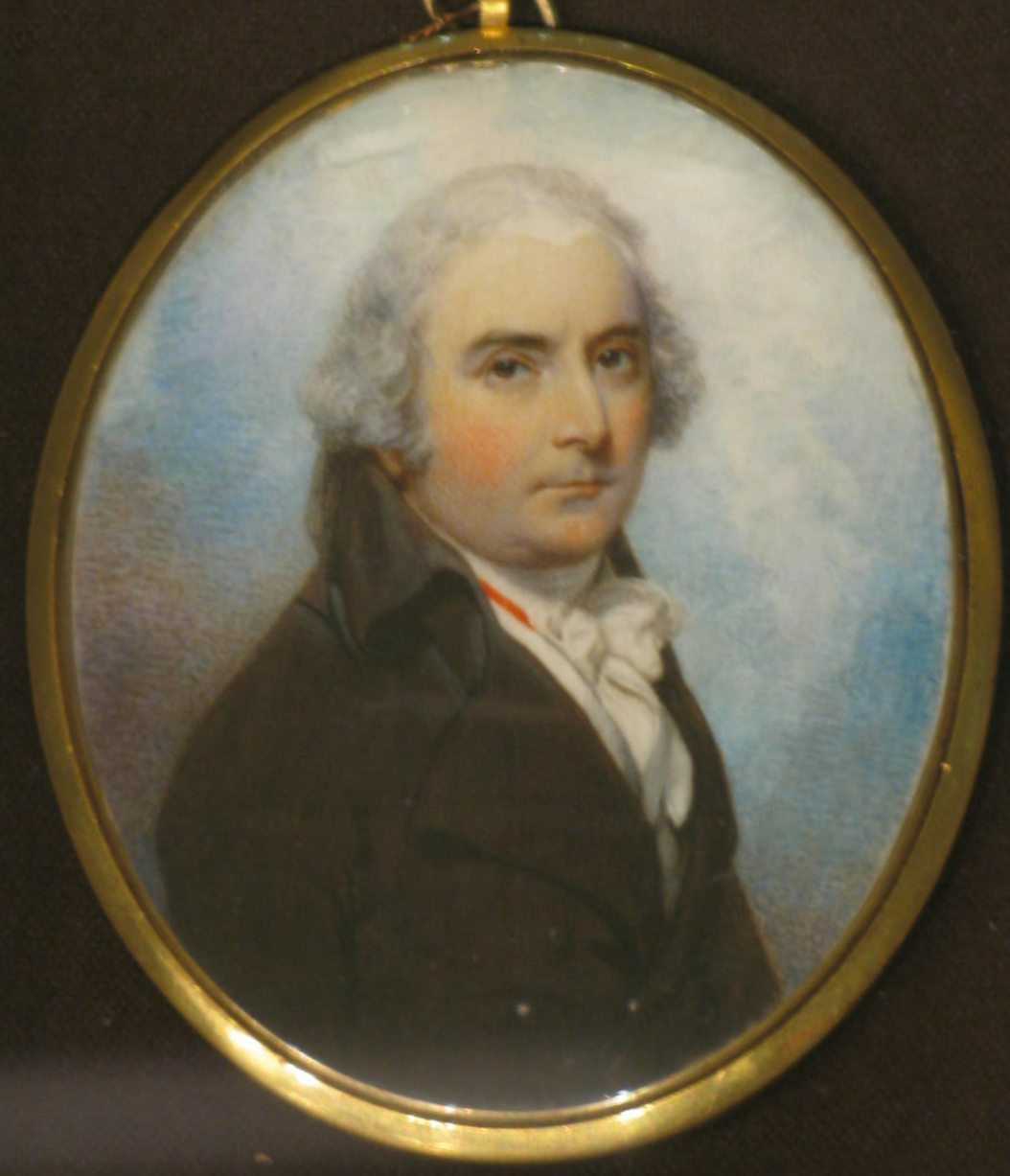
Ira Allen

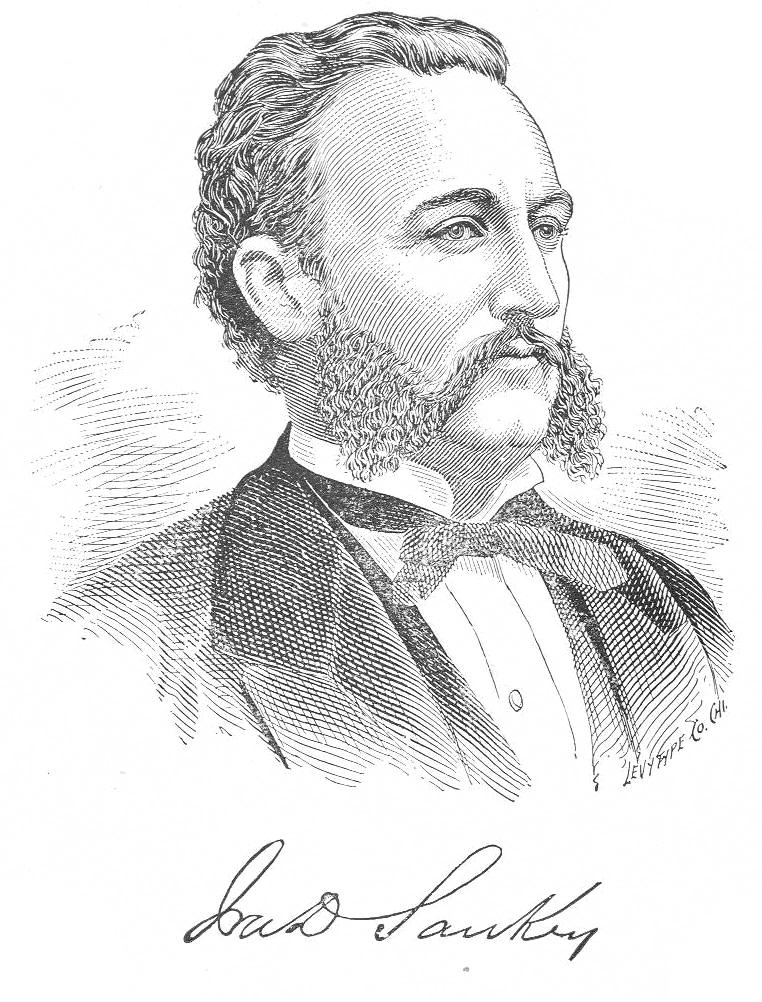
Ira D. Sankey

- Ira Herbert Abbott, ingegnere aeronautico e scienziato statunitense
- Ira Allen, generale e politico statunitense
- Ira Eaker, generale statunitense
- Ira Einhorn, attivista, ambientalista e criminale statunitense
- Ira Gershwin, librettista e paroliere statunitense
- Ira Hayes, militare nativo americano
- Ira Levin, scrittore, drammaturgo e sceneggiatore statunitense
- Ira Murchison, velocista statunitense
- Ira Remsen, chimico statunitense
- Ira D. Sankey, compositore e cantante statunitense
- Ira Sachs, regista, sceneggiatore e produttore cinematografico statunitense

## Il nome nelle arti
- Ira Buchman è un personaggio della serie televisiva Innamorati pazzi.
- Ira Lentz è un personaggio del romanzo di Jack Finney L'invasione degli ultracorpi, e dell'omonimo film del 1956 da esso tratto, diretto da Don Siegel.